# Роке-дель-Оэсте
Роке-дель-Оэсте (исп. Roque del Oeste) — небольшой, скалистый островок в Атлантическом океане, принадлежащий к архипелагу Чинихо. Относится к муниципалитету Тегисе провинции Лас-Пальмас.
Находится в 600 м к северо-западу от острова Монтанья-Клара. Является вулканическим островом, целиком состоит из вулканических пород и песков. Роке-дель-Оэсте — часть Природного парка Архипелага Чинихо.